# Semnia
Semnia is een geslacht van vlinders van de familie snuitmotten (Pyralidae), uit de onderfamilie Chrysauginae.

## Soorten
- S. auritalis Hübner
- S. aurivitta Felder & Rogenhofer, 1874
- S. elegans Schaus, 1913
- S. josialis Felder & Rogenhofer, 1874
- S. ligatalis Druce
- S. mexicanalis Schaus, 1904
- S. mirma Schaus, 1904
- S. subauritalis Ragonot, 1891